# Odwrócona góra albo film pod strasznym tytułem
Odwrócona góra albo film pod strasznym tytułem – polski pełnometrażowy film animowany dla dzieci w reżyserii Leszka Marka Gałysza na podstawie scenariusza Gałysza i Jerzego Niemczuka. Film powstał w 1999 roku, jego premiera miała miejsce 20 maja 2000 roku. Projektantem animacji był Gałysz, autorem muzyki zaś Jan Pospieszalski.

## Opis fabuły
Film nawiązuje fabułą do serialu animowanego pt. Film pod strasznym tytułem z 1996 roku. W górach rodzi się dobry duszek Wił mogący przybrać każdą postać. Pewnego dnia góra zostaje odwrócona, a w warowni na szczycie tej góry osiedlają się okrutni rycerze Marbaci. Okoliczni mieszkańcy są przestraszeni. Wił, chcąc dowiedzieć się o co chodzi Marbatom, przybiera postać psa i trafia do ich siedziby. Tam dowiaduje się, że według przepowiedni Marbatów pokona małe dziecko. Rycerze zatem porywają wszystkie dzieci z okolicy i więżą je w klatkach.
Jakiś czas później łez zamkniętych dzieci powstaje tornado, które porywa Wiła i ten trafia na wieś, gdzie mieszkają Mamuna, Tatun, ich synek Sonek i domorosły wynalazca dziadek Lesawik. Rodzina przygarnia Wiła, który przybiera postać Sonka, aby on i Topek (syn mieszkającej w wodzie Topichy i przyjaciel Sonka) mieli się z kim bawić. Z tornada wypadają również trzy skrzaty Plonki: Toko, Pinek i Chobołt, którzy postanawiają zamieszkać z leśną rodziną. W nocy do domu przybywa stworzenie podobne do łosia - Latar, dawny znajomy dziadka, obecnie poszukujący żony. Mamuna proponuje mu jedną z Chlap, córek Topichy. Ten cieszy się, ale nie może zdecydować którą poślubić.
Rano Wił próbuje powstrzymać Marbatów przybierając postać smoka, jednak mu się to nie udaje. Niedługo potem w lesie zostaje zauważony Gig - łagodny olbrzym i przyjaciel Wiła. Lesawik zmniejsza olbrzyma, aby pomóc mu się ukryć. Na wieść o zbliżających się Marbatach rodzice postanawiają ukryć dzieci w lesie. Wraz z dziećmi udają się tam też Plonki. W nocy Sonek, Lesawik i Latar odstraszają Omentera (wysłannika Marbatów) z lasu udając duchy. Jednak następnego dnia Marbaci wracają i łapią Sonka oraz Topka. Następnie porywają Giga i Wiła, których biorą za dzieci. Trafiwszy do zamku Wił wpada na pomysł jak uwolnić więźniów. W międzyczasie do siedziby Marbatów dostają się Plonki, aby pomóc Wiłowi. Wił zmienia się w Marbasa, przywódcę Marbatów, i pokonuje go w walce na miecze. Uwolniony z lochu Gig niszczy zamek, Marbaci uciekają, a dzieci (w tym Wił pod postacią Sonka) wszyscy wracają do swoich domów.

## Obsada głosowa
- Joanna Stasiewicz – Sonek
- Zofia Merle – Mamuna
- Krzysztof Kowalewski – Tatun
- Jerzy Kramarczyk – Lesawik
- Karolina Poznakowska – Chlapa I
- Sybilla Berwid – Chlapa II
- Mirosław Wieprzewski – Toko
- Andrzej Marek Grabowski – Chobołt
- Piotr Dobrowolski – Pinek
- Beata Łuczak – Topek
- Barbara Bursztynowicz – Topicha
- Daniel Olbrychski – Wił
- Jerzy Bończak – Omenter
- Lech Ordon – Purslas
- Andrzej Gawroński – Marbas
- Adam Ferency – Gig
- Ryszard Nawrocki – Latar
- Marcin Sosnowski – Abiger
- Zbigniew Poręcki – Foran

## Nagrody
- 2000 – Srebrna Kreska za „poszukiwanie atrakcyjnej formuły twórczości dla dzieci” dla Leszka Marka Gałysza na Ogólnopolskim Festiwalu Autorskich Filmów Animowanych w Krakowie.
- 2000 – Wyróżnienie Jury Dziecięcego „Marcinek” za scenariusz dla Jerzego Niemczuka na Festiwalu Filmów dla Dzieci w Poznaniu.
- 2000 – Wyróżnienie Jury Dziecięcego „Marcinek” za scenariusz dla Leszka Marka Gałysza na Festiwalu Filmów dla Dzieci w Poznaniu.